# Poblat ibèric de Can Fatjó
El Poblat ibèric de Can Fatjó és un jaciment arqueològic situat al municipi de Rubí (Vallés Occidental), catalogat com a bé cultural d'interès local.

## Història i descripció
Al turó del Castell de Rubí es varen practicar excavacions que van demostrar una ocupació humana que pot arrencar fins i tot de finals del segle vi aC. Sembla que l'establiment de can Fatjó podria ser el nucli de l'antiga ciutat de Rubricata, esmentada pel geògraf Claudi Ptolemeu al segle ii.
Les restes més antigues estan datades al segle v aC i perduren fins a la primera meitat del segle ii.
Els laietans van aixecar un poblat emmurallat i amb torres al turó de Can Fatjó al pas de la Via Heraclea, on encara es conserva un forn iberoromà. Es van descobrir murs i dos pous del s. IV aC. Un d'ells és el pou més antic de Catalunya.
Durant la dominació romana va ser un nucli estable de població dedicat fonamentalment a l'agricultura i passà a ser progressivament important. El poblat ha desaparegut completament. El més important d'aquest assentament és el camp de sitges de can Fatjó a uns 200 metres al sud del castell, sobre una elevació situada al marge dret de la Riera de Rubí, igual que el castell.